# El califa de Bagdad
El califa de Bagdad (título en francés, Le calife de Bagdad) es una opéra comique en un acto de François-Adrien Boïeldieu, con libreto de Claude de Saint-Just (Godard d'Aucourt). Se estrenó en el Teatro Nacional de la Opéra-Comique de París el 16 de septiembre de 1800.

## Historia
Después de su estreno en el Teatro Nacional de la Opéra-Comique de París (16 de septiembre de 1800), El califa de Bagdad se hizo muy popular por toda Europa. Fue el primer gran triunfo de Boïeldieu. Un miembro del público que quedó menos impresionado fue el notable compositor Luigi Cherubini quien reprochó a Boïeldieu, "¿No estás avergonzado de tan gran éxito, y haber hecho tan poco para merecerlo?" Boïeldieu inmediatamente pidió a Cherubini lecciones sobre técnicas compositivas.
El califa de Bagdad fue parte de la moda de óperas sobre temas orientales y la músic usa color local, especialmente la obertura con su destacada percusión "oriental". El aria de Késie De tous pays es una pieza de bravura que ilustra los estilos musicales de varios países euripeos, incluyendo España, Italia, Alemania, Escocia e Inglaterra. El califa de Bagdad se cree que influyó en Carl Maria von Weber, especialmente sus óperas Abu Hassan y Oberon. 
Esta ópera rara vez se representa en la actualidad; en las estadísticas de Operabase aparece con sólo 1 representación en el período 2005-2010.

## Personajes
| Personaje                  | Tesitura     | Reparto del estreno, 16 de septiembre de 1800 |
| -------------------------- | ------------ | --------------------------------------------- |
| Isaoun el califa           | tenor        | Jean Elleviou                                 |
| Zétulbé un joven de Bagdad | soprano      | Alexandrine-Adelaïde Gavaudan-Ducamel         |
| Késie su amigo             | soprano      | Philis                                        |
| Lémaïde madre de Zétulbé   | mezzosoprano | Louise Dugazon                                |
| Un juez                    | tenor        |                                               |

## Argumento
Isaoun, el califa de Bagdad, ha adoptado un disfraz de manera que puede recorrer las calles de la ciudad libremente, bajo el nombre de "Il Bondocani". Dos meses antes de que empiece la acción, ha rescatado a Zétulbé de un grupo de bandidos y Zétulbé se ha enamorado de él. Pero la madre de Zétulbé, Lémaïde, no está impresionada por su apariencia desharrapado y no le deja casarse con él. Ella quedada anonadada cuando "Il Bondocani" ordena a sus seguidores traer regalos incluyendo un cofre con joyas. Pensando que "Il Bondocani" es un bandido, el vecino de Lémaïde lo ha delatado a la policía, que ahora intenta echar abajo la puerta. Después de más intriga, al final Isaoun revela su verdadera identidad a Zétulbé y los dos pueden ahora casarse.

## Grabaciones
- Le calife de Bagdad - Laurence Dale, Lydia Mayo, Joelle Michelini, Claudine Cheriez, Coro y orquesta de la Camerata de Provenza, dirigido por Antonio de Almeida (Sonpact, 1993)
- La obertura, una popular pieza de concierto, ha sido grabada separadamente muchas veces.